# Anton van Leeuwenhoek
Anton van Leeuwenhoek (Delft, 24 de outubro de 1632 – Delft, 26 de agosto de 1723) foi um comerciante de tecidos, cientista e construtor de microscópios holandês. 
Anton van Leeuwenhoek é conhecido pelas suas contribuições para o melhoramento do microscópio, além de ter contribuído com as suas observações para a biologia celular (descreveu a estrutura celular dos vegetais, chamando as células de "glóbulos"). Utilizando um microscópio feito por si mesmo (possuía a maior coleção de lentes do mundo, cerca de 250 microscópios), foi o primeiro a observar e descrever fibras musculares, bactérias, protozoários e o fluxo de sangue nos capilares sanguíneos de peixes.
O microscópio utilizado por Leeuwenhoek para as suas descobertas era constituído por uma lente biconvexa que tinha a capacidade de aumentar a imagem cerca de 1 000 vezes. 

## Técnicas e descobertas
Os microscópios de lente única de Anton van Leeuwenhoek eram feitos com armações de prata ou cobre, relativamente pequenos, com cerca de 5 cm de comprimento. Eles eram utilizados colocando-se a lente bem perto do olho, enquanto se olhava em direção ao sol. O outro lado do microscópio possuía um alfinete, onde era fixado uma amostra, para ser ampliada e analisada. Havia três parafusos para mover o pino e a amostra ao longo de três eixos: um eixo para mudar o foco e os outros dois eixos para navegar pela amostra. Durante muitos anos, ninguém foi capaz de reconstruir o design de van Leeuwenhoek, pode-se então dizer que sua obra era uma verdadeira criação, única e até então inédita da engenharia.
Anton van Leeuwenhoek usou amostras para estimar o número de micro-organismos em unidade de água. Esse trabalho estabeleceu firmemente seu lugar na história como um dos primeiros e mais importantes exploradores do mundo microscópico. Van Leeuwenhoek foi uma das primeiras pessoas a observar células, assim como Robert Hooke.
As principais descobertas de van Leeuwenhoek são:
- Protistas de água doce, em 1674.
- Bactérias (por exemplo, grandes Selenomonas na boca humana), em 1683.[6]
- Vacúolo, uma importante organela celular.
- Espermatozóide, em 1677.
- O padrão em faixas das fibras musculares, em 1682.

## Legado e reconhecimento
No final da sua vida, Van Leeuwenhoek escreveu cerca de 560 cartas à Royal Society e outras instituições científicas referentes às suas descobertas. As últimas continham uma descrição precisa de sua própria doença. Ele sofria de uma doença rara, um movimento descontrolado da região da barriga, que agora é chamada de doença de van Leeuwenhoek. Ele morreu aos 90 anos, em 26 de agosto de 1723, e foi enterrado quatro dias depois em Oude Kerk, em Delft.